# Карло Сфорца
Граф Карло Сфорца (на италиански: Carlo Sforza) е италиански дипломат и политик от Италианската републиканска партия, министър на външните работи през 1920 – 1921 и 1947 – 1951 година.

## Биография
Карло Сфорца е роден на 24 януари 1872 година в Монтиньозо, Тоскана. През 1896 година постъпва на дипломатическа служба и през следващите години работи в Кайро, Париж, Константинопол, Пекин, Букурещ, Мадрид, Лондон и Белград.
През 1920 – 1921 година Сфорца е външен министър в кабинета на Джовани Джолити. На тази длъжност той подписва Рапалския договор с Кралството на сърби, хървати и словенци и играе активна роля в потушаването на метежа на Габриеле д'Анунцио, с което печели неодобрението на националистическата десница. След като напуска правителството е посланик във Франция, но напуска поста с идването на власт на Бенито Мусолини през 1922 година. През следващите години е водач на антифашистката опозиция в Сената, докато през 1926 година е принуден да напусне страната.
Карло Сфорца се установява във Франция, където публикува няколко книги и множество статии, критикуващи фашисткия режим в Италия и сходните политически движения в други европейски страни. След убийството на Карло Росели през 1937 година той се превръща във фактически лидер на италианската антифашистка емиграция. По време на Втората световна война живее в Англия и Съединените щати.
Сфорца се връща в Италия след капитулацията през 1943 година. През 1945 – 1946 година е председател на парламента, а през 1947 – 1951 година е външен министър в кабинетите на Алчиде Де Гаспери, заедно с когото поставят основите на проевропейската политика на Италия. Като външен министър през 1951 година подписва договора за създаването на Европейската общност за въглища и стомана.
Карло Сфорца умира на 4 септември 1952 година в Рим.